# Плоцидим Олександр Олександрович
Олекса́ндр Олекса́ндрович Плоциди́м (31 серпня 1994 — 27 січня 2015) — солдат Збройних сил України, учасник російсько-української війни.

## Короткий життєпис
Народився у м. Рожище, Волинської області. Закінчив Рожищенський ліцей № 3, після закінчення 9-го класу навчався в Торчинському професійному ліцеї на столяра. Хобі — вишивати хрестиком та бісером. Мріяв стати офіцером.
Підписав контракт на військову службу ще до початку бойових дій — 14 грудня 2013-го. Тоді якраз вирував Євромайдан.
На фронті з весни 2014-го, механік-водій, 24-а окрема механізована бригада, одним із перших потрапив у зону АТО. Справжнє бойове хрещення прийняв у складі другого батальйону під Ярополем на Луганщині у червні того ж року. Пізніше працював на зачистці Лисичанська, під час визволення Лутугиного, наприкінці липня, зазнав поранення в ногу.

Після лікування у військових госпіталях повернувся у короткострокову відпустку додому.
«Я — українець, і я цим пишаюсь. Я люблю Україну і воюю за неї», — написав Олександр Плоцидим на своїй сторінці «Вконтекте» у жовтні 2014 року.
Після відпустки повернувся у Лисичанськ, згодом їх перемістили на блокпост біля Кримського.
27 січня 2015-го загинув біля села Сокільники Новоайдарського району від кулі снайпера під час штурму блокпоста.
30 січня 2015-го провести загиблого солдата вийшли сотні людей, проводжали Героя на колінах. Тіло Олександра від його будинку несли на руках через усе місто до районного дому «Просвіта», де провели прощальну церемонію православного обряду відспівування. Труну із загиблим несли майже півтори години крізь живий ланцюг по обидва боки дороги. Поховали Героя на місцевому кладовищі м. Рожище.
Вдома залишилися мама, сестра, кохана.
Герою присвятили пісню «У вогні», автор — Олександр Черкашин «Пустотливий» (м. Рожище).

## Нагороди та вшанування
- Указом Президента України № 311/2015 від 4 червня 2015 року, «за особисту мужність і високий професіоналізм, виявлені у захисті державного суверенітету та територіальної цілісності України, вірність військовій присязі», нагороджений орденом «За мужність» III ступеня (посмертно)[4].
- 21 травня 2016 року в Рожищенському ліцеї № 3 відкрито меморіальну дошку пам'яті Олександра Плоцедима.
- 30 травня 2017 року згідно рішення Рожищенської міської ради № 21/7 присвоїли звання «Почесний громадянин міста» посмертно[5]
- Вшановується в меморіальному комплексі «Зала пам'яті», в щоденному ранковому церемоніалі 27 січня[6][7].